# Eunidia somaliensis
Eunidia somaliensis là một loài bọ cánh cứng trong họ Cerambycidae.